# Иодат аммония
Иода́т аммо́ния — неорганическое соединение,
соль аммония и иодноватой кислоты с формулой NH4IO3,
бесцветные кристаллы,
растворяется в воде.

## Получение
- Йодат аммония можно получить путем нейтрализации раствора йодноватой кислоты аммиаком[1]:

{\displaystyle {\ce {HIO3 + NH3 -> NH4IO3}}}
- Благодаря своей низкой растворимости в воде его можно также осадить из раствора иодата с помощью соли аммония:

{\displaystyle {\ce {2KIO3 + (NH4)2SO4 -> 2NH4IO3 + K2SO4}}}
- В отличие от других иодатов, иодат аммония нельзя получить путем растворения йода в растворе гидроксида аммония, вместо этого образуется взрывоопасный трииодид азота:

{\displaystyle {\ce {3I2 + 5NH3 -> 3NH4I + NH3*NI3}}}
- Сливание холодных растворов хлорида аммония и иодата натрия:

{\displaystyle {\ce {NH4Cl + NaIO3 -> NH4IO3 v + NaCl}}}

## Физические свойства
Иодат аммония образует бесцветные кристаллы,
растворимые в воде.

## Химические свойства
Поскольку иодат аммония состоит из восстанавливающего иона аммония и окисляющего иодат-иона, он начинает разлагаться уже при 150 °C на азот, кислород, йод и воду:
{\displaystyle {\ce {NH4IO3 -> 1/2N2 + 1/2O2 + 1/2I2 + 2H2O}}}
Ниже 60 °C эта реакция не может проходить, но с катализаторами, такими как дихромат калия или хлорид меди(II), она может прооисходить и при комнатной температуре.

## Безопасность
Как и все иодаты, иодат аммония является сильным окислителем, поэтому его следует хранить вдали от легковоспламеняющихся материалов, таких как сера, фосфор и порошки металлов.